# 東威利斯頓 (紐約州)
東威利斯頓（英語：East Williston）是位於美國紐約州拿騷縣的村。

## 人口
根據2020年美國人口普查的數據，東威利斯頓的面積為1.47平方千米，皆為陸地。當地共有人口2645人，而人口密度為每平方千米1,799人。